# Помелиха (Нижегородская область)
Поме́лиха — покинутая деревня в Ардатовском районе Нижегородской области Россия. Входит в состав рабочего поселка Мухтолово.

## Этимология
Деревня получила название по одноимённой реке, на левом берегу которой расположена. Существует также основанное на народной этимологии местное предание, согласно которого основателями деревни были беглые крепостные крестьяне, которых после поимки барин помиловал, но заставил переселиться на новое место жительства в лесу. 

## История
Время возникновения д. Помелихи местным жителям точно не известно. Еще до революции из с. Личадеево за неуплату налога было выселено четыре семьи, которые обосновались километрах в 6-7 от названного села, начали строить там дома. Впоследствии количество жителей на новом месте увеличивалось и образовавшуюся деревню назвали Помелихой - от слова "вымели".
Согласно данным обследования 1992 года, в деревне насчитывалось 6 хозяйств и 7 нетрудоспособных жителей. Жилой фонд составляли 6 домов постройки 1918-1940 гг.
Жители Помелихи имели земельные участки, на которых выращивали картофель и овощи. Некоторые держали скот, в основном коз. 1-2 раза в неделю их Мухтолова жителям деревни подвозили хлеб и другие продукты.

## Географическое положение
Деревня Помелиха находится на юго-западе Нижегородской области России, в 2 км к югу от железной дороги Москва — Нижний Новгород. Административный центр муниципального округа Ардатов находится в 24 км к юго-западу от Помелихи. Деревня соединена просёлочными дорогами на северо-западе с рабочим посёлком Мухтолово (расстояние 5 км), на северо-востоке — с деревней Волчихой (5 км), на юго-востоке — с посёлком Красная Речка (6 км), на юге — с селом Липовкой (8 км) и деревней Докукино (8 км). В селе несколько небольших ручьёв, сливаясь, образуют реку Помелиху, которая в 4 км юго-западнее впадает в ручей Нукс. Со всех сторон деревню плотно обступают смешанные леса, входящие в состав Личадеевского заказника. Высота над уровнем моря около 153 метров.
Деревня Помелиха, как и вся Нижегородская область, находится в часовой зоне МСК (московское время). Смещение применяемого времени относительно UTC составляет +3:00.

## Административная принадлежность
Деревня Помелиха входит в состав административно-территориального образования Рабочий посёлок Мухтолово Ардатовского муниципального округа Нижегородской области Российской Федерации.

## Климат
Село находится в зоне умеренно-континентального климата, который характеризуется холодной продолжительной зимой и тёплым, но достаточно коротким летом. За год выпадает в среднем 450—550 мм осадков, из них 68 % — в виде дождя и 32 % — в виде снега. Среднегодовая относительная влажность воздуха — 76 %. Снежный покров достигает 50 см, а в особо снежные зимы может достигать одного метра и более.
Весна приходит резко, обычно к середине апреля, при этом вплоть до середины мая нередки заморозки. Лето сравнительно короткое и достаточно жаркое — в отдельные годы температура может достигать 36 °C. Шапка лета приходится на июль. В конце весны и лета нередки грозы — их может случаться до 20 за год, почти каждый год выпадает град. Осень приходит в сентябре и стоит до начала ноября, но уже в сентябре нередки заморозки. Зима наступает в начале ноября и продолжается до середины марта. Обычно первый снег выпадает в октябре и держится в течение пяти месяцев, сходит к 10—15 апреля. Почва промерзает на глубину 70—90 см.
Вегетационный период составляет 189 дней, продолжительность безморозного периода — 137 дней.

## Население
| Численность населения | Численность населения | Численность населения | Численность населения | Численность населения | Численность населения | Численность населения | Численность населения |
| 1859                  | 1912                  | 1916                  | 1992                  | 1994                  | 2002                  | 2010                  | 2021                  |
| --------------------- | --------------------- | --------------------- | --------------------- | --------------------- | --------------------- | --------------------- | --------------------- |
| 92                    | ↗155                  | ↗562                  | ↘7                    | →7                    | ↘0                    | →0                    | →0                    |

## Инфраструктура
В деревне была единственная улица Помелихинская.